# Сойер, Джо
Джо Сойер (англ. Joe Sawyer), имя при рождении Джозеф Сойерс (англ. Joseph Sauers) (29 августа 1906 года — 21 апреля 1982 года) — канадский актёр театра, кино и телевидения, более всего известный по ролям в голливудских фильмах 1930-50-х годов.
В период между 1927 и 1962 годами Сойер сыграл более чем в 200 фильмах. К числу наиболее значимых картин с участием актёра относятся «Осведомитель» (1935), «Окаменевший лес» (1936), «Ревущие двадцатые» (1939), «Гроздья гнева» (1940), «Сержант Йорк» (1941), «Они умерли на своих постах» (1941), «Гильда» (1946), «Двойная жизнь» (1947), «Криминальная полоса в прессе США» (1952), «Оно пришло из далёкого космоса» (1953) и «Убийство» (1956).
На телевидении Сойер более всего известен по роли сержанта Биффа О’Хары, которую он сыграл в 96 эпизодах семейного вестерн-сериала «Приключения Рин Тин Тина» в 1954—1959 годах.

## Ранние годы и начало карьеры
Джо Сойер родился 29 августа 1906 года в Гуэлфе, провинция Онтарио, Канада. Его отец был мясником, который умер в возрасте 24 лет. Детство Джо было суровым, летом ради заработка его отправляли работать на ферму к дяде в Саскачеван. Ещё совсем молодым человеком Сойер, мечтая стать актёром, переехал в Калифорнию. Он окончил школу в Лос-Анджелесе, после чего поступил в Университет Южной Калифорнии, где начал играть в разнообразных пьесах и драмах.
На Сойера обратил внимание художественный руководитель Театра Пасадины Гилмор Браун, который пригласил молодого актёра в свой театр. В этом театре Сойер сыграл более чем в 100 спектаклях, получив серьёзный опыт актёрской игры. По рекомендации Брауна в 1927 году Сойер отправился попытать счастья на нью-йоркской театральной сцене, однако сыграл там лишь несколько маленьких ролей с незначительной оплатой и в 1930 году вернулся в Голливуд.

## Кинокарьера в 1930-е годы
В 1930 году Сойер дебютировал в кино в короткометражной картине «Влюбленные из кампуса». На протяжении последующих трёх лет Сойер сыграл множество небольших и эпизодических ролей, часто без указания его имени в титрах. Как правило, Сойер играл небольшие роли приятелей героев, работая вместе с другими начинающими актёрами. Среди них был и Джон Уэйн, который сыграл вместе с Сойером в двух спортивных фильмах «Тот, кто делает мужчин» (1931) и «Студенческий тренер» (1933), после чего они стали многолетними приятелями по покеру и рыбалке. За исполнение роли бойца Ирландской республиканской армии в драме Джона Форда «Осведомитель» (1935) Сойер удостоился широкого признания как со стороны критики, так и у зрителей.
Вплоть до 1935 года он фигурировал в титрах фильмов под разными вариациями своего имени, и лишь с 1935 года после подписания контракта с Warner Bros он стал постоянно работать под именем Joseph Sawyer. В криминальной драме Арчи Майо «Окаменелый лес» (1936) Сойер сыграл роль подручного известного гангстера (Хамфри Богарт), также заслужив хорошие отзывы критики. До конца 1930-х годов Сойер сыграл ещё в нескольких криминальных драмах, среди них «Классный парень» (1936) с Джеймсом Кэгни, где он был наёмным бандитом, который похищает важные документы из правительственного офиса, а затем шантажирует этими документами своего нанимателя. Год спустя в тюремной драме «Сан-Квентин» (1937) Сойер сыграл рецидивиста, который вместе с другим заключённым (Хамфри Богарт) совершает побег из тюрьмы, однако гибнет в автоаварии в ходе преследования. Положительно оценив картину, современный историк кино Ханс Дж. Воллстейн отметил, что «хотя она и содержит большинство клише тюремных фильмов», тем не менее «Богарт, Джо Сойер и Веда Энн Борг придают ей ощущение новизны и свежести». В социальной драме «Чёрный легион» (1937) Сойер сыграл одного из деятелей полуподпольной националистической организации, который вовлекает в неё рабочих, среди них и героя Богарта. Наконец, в тюремной мелодраме «Преступление тебе с рук не сойдёт» (1939) Сойер вновь был заключённым, который после отказа в условно-досрочном освобождении уговаривает матёрого уголовника разрешить ему войти в группу беглецов, однако его убивают во время побега. Сойер также сыграл небольшую роль сержанта в очень успешной криминальной мелодраме «Ревущие двадцатые, или Судьба солдата в Америке» (1939) с Кэгни и Богартом в главных ролях.

## Кинокарьера в 1940—1960-е годы
В 1940-е годы, работая по контракту со студией Хэла Роуча, Сойер сыграл главные роли в нескольких 45-минутных «поточных» (как их называл Роуч) картинах этого продюсера. В частности, в 1941-43 годах он играл роль сержанта Эймса в серии из пяти военных комедий вместе с Уильямом Трейси (позднее он повторил свою роль в двух фильмах, которые Хэл Роуч-младший произвёл для студии Lippert Films в 1951-52 годах). В 1942-43 годах, также у Роуча, Сойер вместе с Уильямом Бендиксом сыграл в трёх фильмах комедийного киносериала о злоключениях пары бруклинских таксистов.
Помимо этого, в 1940-е годы Сойер появился в небольших ролях в таких признанных фильмах, как «Гроздья гнева» (1940), «Долгий путь домой» (1940), «Они умерли на своих постах» (1941) и «Сержант Йорк» (1941). Начиная со второй половины 1940-х годов, Сойер сыграл небольшие роли в нескольких значимых фильмах нуар. В частности, он был подручным криминального владельца казино в «Гильде» (1946), пьяным футболистом, который пытается ухаживать за героиней, в картине «Крайний срок — на рассвете» (1946) и детективом в театральном нуаре «Двойная жизнь» (1947).
В 1950-60-е годы наиболее значимыми фильмами с участием Сойера стали газетная драма «Криминальная полоса в прессе США» (1952) с Хамфри Богартом, фантастический фильм «Оно пришло из далёкого космоса» (1953), фильм нуар Стэнли Кубрика об ограблении «Убийство» (1956), комедийный вестерн «К северу от Аляски» (1960) и ещё один вестерн, «Как был завоёван Запад» (1962), который стал его последней работой в кино. В двух последних фильмах Сойера лично уговорил сыграть его старый друг Джон Уэйн.

## Работа на телевидении в 1952—1961 годах
Начиная с 1952 года, Сойер стал работать на телевидении. Его самой памятной работой, которая принесла ему больше всего признания, была комическая роль крутого, но доброго сержанта Алоизиуса «Биффа» О’Хары в 96 эпизодах детского телесериала-вестерна «Приключения Рин Тин Тина», который шёл на канале АВС с 1954 по 1959 год. Шоу пользовалось огромной популярностью, занимая второе место по количеству зрителей на канале АВС после Шоу Диснея.
Позднее Сойер сыграл гостевые роли в таких популярных сериалах, как «Шугарфут» (1959), «Маверик» (1959), «Питер Ганн» (1959), «Бэт Мастерсон» (1961) и «Сёрфсайд 6» (1961).

## Актёрское амплуа и анализ творчества
Как отмечали многие историки кино, хотя Сойер был выходцем из семьи немецкого происхождения, тем не менее, он обладал ярко выраженной ирландской внешностью. Он выделялся «крепкой массивной фигурой, светлыми волосами, мясистым лицом, выступающим подбородком и глазами-бусинками, что делало его идеальным кандидатом на роль крутых парней». При этом мог сыграть как копа, так и гангстера, как тренера, так и футболиста, как громилу, так и вооружённого сообщника. Наряду с ролями, несущими угрозу, Сойеру также доводилось играть и вызывающие улыбку комические роли.
На протяжении своей 40-летней актёрской карьеры Сойер сыграл более чем в 200 фильмах, а также исполнил десятки телеролей, в том числе он снялся в пяти фильмах режиссёра Джона Форда и шесть раз сыграл вместе с Хамфри Богартом.

## Карьера после ухода из кино
После ухода из кино Сойер стал работать девелопером, посвящая этому делу всё своё время. В частности, он сыграл ключевую роль в реализации некоторых проектов развития в Южной Калифорнии, включая строительство больницы.
У Сойера было много интересов и хобби. Он был заядлым читателем и любил поесть. Он очень любил путешествовать, и после выхода на пенсию смог удовлетворить эту свою страсть. Он страстно любил автомобили, а также плавание под парусом, сигары и стрельбу. При этом он был трудоголиком, который порой работал с 4 утра до 8 часов вечера.

## Личная жизнь
22 декабря 1930 года Сойер женился на Джин Вуд, которая была дочерью знаменитого голливудского режиссёра Сэма Вуда. Однако их брак закончился очень быстро, и в 1933 году они развелись. В 1937 году Сойер женился повторно на Джун Голден, и они прожили вместе вплоть до её смерти от лейкемии в 1960 году. У них было пятеро детей, один из которых умер в раннем возрасте. Сойер тяжело переживал смерть жены, что, в частности, привело к его столь раннему уходу из кино. Официально он вышел на пенсию в 1960 году.

## Смерть
Последние годы жизни Сойер проводил летние месяцы у своего сына Райли в Ашленде, Орегон. Когда здоровье Сойера стало слабеть, он переехал к сыну на постоянное место жительства. Там Джо Сойер и умер 21 апреля 1982 года от рака печени в возрасте 75 лет.

## Фильмография
| Год       |     | Русское название                       | Оригинальное название          | Роль                                        |
| --------- | --- | -------------------------------------- | ------------------------------ | ------------------------------------------- |
| 1930      | кор | Влюблённые из кампуса                  | Campus Sweethearts             |                                             |
| 1931      | ф   | Сдаться                                | Surrender                      | сержант Мюллер                              |
| 1931      | ф   | Враг общества                          | The Public Enemy               | игрок в биллиард (в титрах не указан)       |
| 1932      | ф   | Тот, кто делает мужчин                 | Maker of Men                   | тренер (в титрах не указан)                 |
| 1932      | ф   | Арсен Люпен                            | Arsène Lupin                   | Леру (в титрах не указан)                   |
| 1932      | ф   | Второсортная                           | Shopworn                       | строитель (в титрах не указан)              |
| 1932      | ф   | Молодая невеста                        | Young Bride                    | посетитель библиотеки (в титрах не указан)  |
| 1932      | ф   | Забытые заповеди                       | Forgotten Commandments         | Иван Иванович Петров (в титрах не указан)   |
| 1932      | ф   | Куча                                   | Huddle                         | Слейтер                                     |
| 1933      | ф   | Большое событие Олсена                 | Olsen's Big Moment             | щёголь Дэнни Рейнольдс                      |
| 1933      | ф   | Живут студенты весело                  | College Humor                  | Текс Раут                                   |
| 1933      | ф   | Субботние миллионы                     | Saturday's Millions            | тренер                                      |
| 1933      | ф   | Лучший из лучших                       | Ace of Aces                    | капитан Дейли                               |
| 1933      | ф   | Студенческий тренер                    | College Coach                  | Холкомб                                     |
| 1933      | ф   | Сын моряка                             | Son of a Sailor                | Слаг (в титрах не указан)                   |
| 1933      | ф   | Джимми и Салли                         | Jimmy and Sally                | Слаг Морган (в титрах не указан)            |
| 1933      | ф   | Кровавые деньги                        | Blood Money                    | Ред (в титрах не указан)                    |
| 1933      | ф   | Эскимо                                 | Eskimo                         | сержант Хант (в титрах не указан)           |
| 1933      | ф   | Субботние миллионы                     | Saturday's Millions            | тренер (в титрах не указан)                 |
| 1933      | ф   | Золотой урожай                         | Golden Harvest                 | работник на ферме (в титрах не указан)      |
| 1933      | ф   | Трёхугольная луна                      | Three Cornered Moon            | инструктор в бассейне (в титрах не указан)  |
| 1933      | ф   | Возвращение незнакомца                 | The Stranger's Return          | работник на ферме (в титрах не указан)      |
| 1934      | ф   | Джентльмен Джимми                      | Jimmy the Gent                 | Майк (в титрах не указан)                   |
| 1934      | ф   | В поисках неприятностей                | Looking for Trouble            | подручный Макс Стэнли (в титрах не указан)  |
| 1934      | ф   | Ангел верфи                            | Wharf Angel                    | моряк на «Койоте» (в титрах не указан)      |
| 1934      | ф   | Глядя на неприятности                  | Looking for Trouble            | подручный Макс Стэнли                       |
| 1934      | ф   | Пою и мне это нравится                 | Sing and Like It               | бандит с оружием                            |
| 1934      | ф   | Смерть на бриллианте                   | Death on the Diamond           | Спенсер                                     |
| 1934      | ф   | Молния на футбольном поле              | Gridiron Flash                 | тренер Эверсмит                             |
| 1934      | ф   | Парень из Прескотта                    | The Prescott Kid               | маршал Уиллоуби                             |
| 1934      | ф   | Человек с Запада                       | The Westerner                  | Боб Локхарт                                 |
| 1934      | ф   | Оркестр продолжает играть              | The Band Plays On              | мистер Томас                                |
| 1935      | ф   | Вагон 99                               | Car 99                         | Уайти                                       |
| 1935      | ф   | Осведомитель                           | The Informer                   | Бартли Малхолланд                           |
| 1935      | ф   | Аризонец                               | The Arizonian                  | держатель оружия                            |
| 1935      | ф   | Бродвейский гондольер                  | Broadway Gondolier             | Ред                                         |
| 1935      | ф   | Маленькая большая шишка                | Little Big Shot                | подручный Доре                              |
| 1935      | ф   | Специальный агент                      | Special Agent                  | Нед Рич                                     |
| 1935      | ф   | Лунный свет в прериях                  | Moonlight on the Prairie       | Люк Томас                                   |
| 1935      | ф   | Я нашёл Стеллу Пэрриш                  | I Found Stella Parish          | Чак                                         |
| 1935      | ф   | Парень из Фриско                       | Frisco Kid                     | Слаггс Криппен                              |
| 1935      | ф   | Железный человек                       | Man of Iron                    | Кроуфорд                                    |
| 1936      | ф   | Любовь новичка                         | Freshman Love                  | тренер Кендалл                              |
| 1936      | ф   | Окаменелый лес                         | The Petrified Forest           | Джеки                                       |
| 1936      | ф   | Морпехи приземлились                   | The Leathernecks Have Landed   | сержант Риган                               |
| 1936      | ф   | Ходячий мертвец                        | The Walking Dead               | Триггер Смит                                |
| 1936      | ф   | Гордость морпехов                      | Pride of the Marines           | Теннесси                                    |
| 1936      | ф   | Большие карие глаза                    | Big Brown Eyes                 | Джек Салли                                  |
| 1936      | ф   | Специальный следователь                | Special Investigator           | Джим «Джимми» Пламмер                       |
| 1936      | ф   | И неожиданная смерть                   | And Sudden Death               | сержант полиции Сэнборн                     |
| 1936      | ф   | Высокое напряжение                     | High Tension                   | Терри Мэдден                                |
| 1936      | ф   | Убийство с картинками                  | Murder with Pictures           | инспектор Бейкон                            |
| 1936      | ф   | Двое в толпе                           | Two in a Crowd                 | подручный Бонелли                           |
| 1936      | ф   | Обвинительный перст                    | The Accusing Finger            | отец Рид, священние                         |
| 1936      | ф   | Классный парень                        | Great Guy                      | Джо Бёртон                                  |
| 1937      | ф   | Черный легион                          | Black Legion                   | Клифф Мур                                   |
| 1937      | ф   | Безумие вокруг моторов                 | Motor Madness                  | Стив Долан                                  |
| 1937      | ф   | Сан-Квентин                            | San Quentin                    | «Сейлор-бой» Хансен                         |
| 1937      | ф   | Слим                                   | Slim                           | Уилкокс                                     |
| 1937      | ф   | Полночная мадонна                      | Midnight Madonna               | Волф                                        |
| 1937      | ф   | Опасное приключение                    | A Dangerous Adventure          | Датч                                        |
| 1937      | ф   | Объявлен пропавшим                     | Reported Missing               | «Брэд» Мартин                               |
| 1937      | ф   | Леди наносит ответный удар             | The Lady Fights Back           | «Швед» Яннсен                               |
| 1938      | ф   | Месть Тарзана                          | Tarzan's Revenge               | Олаф Панч                                   |
| 1938      | ф   | Украденные небеса                      | Stolen Heaven                  | Бако                                        |
| 1938      | ф   | Муж по паспорту                        | Passport Husband               | Дьюк Селтон                                 |
| 1938      | ф   | Постоянно в беде                       | Always in Trouble              | Бастер Массендорфер                         |
| 1938      | ф   | Шторм                                  | The Storm                      | Келли, радист                               |
| 1938      | ф   | Сердце Севера                          | Heart of the North             | Ред Крокер                                  |
| 1938      | ф   | Плавучее казино                        | Gambling Ship                  | Тони Гарцони                                |
| 1939      | ф   | Преступление тебе с рук не сойдёт      | You Can't Get Away with Murder | Ред                                         |
| 1939      | ф   | Леди и мафия                           | The Lady and the Mob           | Блинки Мэк                                  |
| 1939      | ф   | Признание нацистского шпиона           | Confessions of a Nazi Spy      | Вернер Ренц                                 |
| 1939      | ф   | Внутренняя информация                  | Inside Information             | детектив Грацци                             |
| 1939      | ф   | Маршал границы                         | Frontier Marshal               | Кёрли Билл                                  |
| 1939      | ф   | Я украл миллион                        | I Stole a Million              | Биллингс                                    |
| 1939      | ф   | Саботаж                                | Sabotage                       | Гарднер                                     |
| 1939      | ф   | Ревущие двадцатые                      | The Roaring Twenties           | сержант Пит Джонс                           |
| 1939      | ф   | Человек из Монреаля                    | The Man from Montreal          | Бифф Андерс                                 |
| 1939      | ф   | Юнион Пасифик                          | Union Pacific                  | сыщик (в титрах не указан)                  |
| 1940      | ф   | Гроздья гнева                          | The Grapes of Wrath            | бухгалтер                                   |
| 1940      | ф   | Медовый месяц отложен                  | Honeymoon Deferred             | детектив Джеймс                             |
| 1940      | ф   | Дом на берегу залива                   | The House Across the Bay       | Чарли                                       |
| 1940      | ф   | Чёрная команда                         | Dark Command                   | Бушропп                                     |
| 1940      | ф   | Король лесорубов                       | King of the Lumberjacks        | Джиггер, лесоруб                            |
| 1940      | ф   | Счастливчик Киско                      | Lucky Cisco Kid                | Билл Стивенс                                |
| 1940      | ф   | Дикий автобус                          | Wildcat Bus                    | Бёрк                                        |
| 1940      | ф   | Долгий путь домой                      | The Long Voyage Home           | Дэвис                                       |
| 1940      | ф   | Мелодии ранчо                          | Melody Ranch                   | Джаспер Уайлдхэк                            |
| 1940      | ф   | Приграничный легион                    | The Border Legion              | Джим Галден                                 |
| 1940      | ф   | Дорога на Санта-Фе                     | Santa Fe Trail                 | Китцмиллер                                  |
| 1941      | ф   | Сержант Йорк                           | Sergeant York                  | сержант Эрли                                |
| 1941      | ф   | Белль Старр                            | Belle Starr                    | Джон Коул                                   |
| 1941      | ф   | Танк на миллион                        | Tanks a Million                | сержант Уильям Эймс                         |
| 1941      | ф   | Последний из Дуэнов                    | Last of the Duanes             | Билл Лоссомер                               |
| 1941      | ф   | На пути в Мексику                      | Down Mexico Way                | Аллен                                       |
| 1941      | ф   | Болотная вода                          | Swamp Water                    | Харди Рейган                                |
| 1941      | ф   | Они умерли на своих постах             | They Died with Their Boots On  | сержант Дулиттл                             |
| 1941      | ф   | В Сан-Диего                            | Down in San Diego              | Датч                                        |
| 1941      | ф   | Теперь ты в армии                      | You're in the Army Now         | сержант Мэдден                              |
| 1942      | ф   | Сено-солома                            | Hay Foot                       | сержант Эймс                                |
| 1942      | ф   | Бруклинский сад                        | Brooklyn Orchid                | Эдди Корбетт                                |
| 1942      | ф   | Закатный Джим                          | Sundown Jim                    | Бен Моффитт                                 |
| 1942      | кор | О лице                                 | About Face                     | сержант Уильям Эймс                         |
| 1942      | кор | Письмо из Батаана                      | A Letter from Bataan           | Рой, племянник Джона                        |
| 1942      | ф   | Команда диверсантов                    | Wrecking Crew                  | Фред Банс                                   |
| 1942      | ф   | Провал                                 | Fall In                        | сержант Уильям Эймс                         |
| 1942      | ф   | Макгирны из Бруклина                   | The McGuerins from Brooklyn    | Эдди Корбетт                                |
| 1943      | ф   | Вне закона                             | The Outlaw                     | Чарли Вудрафф                               |
| 1943      | ф   | Цыплята прерий                         | Prairie Chickens               | Альбертсон                                  |
| 1943      | ф   | Такси, мистер                          | Taxi, Mister                   | Эдди Корбетт                                |
| 1943      | ф   | Граница                                | Buckskin Frontier              | Брэнниган                                   |
| 1943      | ф   | Ковбой на Манхэттене                   | Cowboy in Manhattan            | Луи                                         |
| 1943      | ф   | Бей по льду                            | Hit the Ice                    | Бастер, подручный Силки                     |
| 1943      | ф   | Шоссе в Аляске                         | Alaska Highway                 | Рафхаус                                     |
| 1943      | ф   | Янки на палубе                         | Yanks Ahoy                     | сержант Эймс                                |
| 1943      | ф   | Давайте обсудим                        | Let's Face It                  | сержант Уиггинс                             |
| 1943      | ф   | Сонная лагуна                          | Sleepy Lagoon                  | Лампи                                       |
| 1943      | ф   | Тарзан и тайна пустыни                 | Tarzan's Desert Mystery        | Карл Стредер                                |
| 1943      | ф   | Торнадо                                | Tornado                        | Чарли Босвелл                               |
| 1944      | ф   | Луна над Лас-Вегасом                   | Moon Over Las Vegas            | Джо                                         |
| 1944      | ф   | Эй, новичок                            | Hey, Rookie                    | сержант                                     |
| 1944      | ф   | На Юге                                 | South of Dixie                 | Эрнест Хэтчер                               |
| 1944      | ф   | Всадники города-призрака               | Raiders of Ghost City          | Айдахо Джонс                                |
| 1944      | ф   | Поющий шериф                           | The Singing Sheriff            | Сквинт                                      |
| 1945      | ф   | Миллионы Брюстера                      | Brewster's Millions            | Хэкки Смит                                  |
| 1945      | ф   | Шальные девяностые                     | The Naughty Nineties           | Бейли                                       |
| 1945      | ф   | Высокий заряд                          | High Powered                   | Спайк Кенни                                 |
| 1946      | ф   | Гильда                                 | Gilda                          | Кейси                                       |
| 1946      | ф   | Крайний срок — на рассвете             | Deadline at Dawn               | Бейб Дули                                   |
| 1946      | ф   | Джо Палука, чемпион                    | Joe Palooka, Champ             | Лефти                                       |
| 1946      | ф   | Уклонение                              | The Runaround                  | Хатчинс                                     |
| 1946      | ф   | Внутренняя работа                      | Inside Job                     | капитан полиции Томас                       |
| 1946      | ф   | Солдатские невесты                     | G.I. War Brides                | сержант Фрэнк Мораски                       |
| 1947      | ф   | Канун Рождества                        | Christmas Eve                  | частный детектив Гимлет                     |
| 1947      | ф   | Розы красные                           | Roses Are Red                  | лейтенант полиции Рокки Уолл                |
| 1947      | ф   | Большой город после заката             | Big Town After Dark            | Монк                                        |
| 1947      | ф   | Двойная жизнь                          | A Double Life                  | Рэй Боннер                                  |
| 1948      | ф   | Если бы ты знал Сюзи                   | If You Knew Susie              | Зиро Зантини                                |
| 1948      | ф   | Борющийся отец Данн                    | Fighting Father Dunne          | Стив Дэвис                                  |
| 1948      | ф   | Коронер Крик                           | Coroner Creek                  | Фрэнк Йорди                                 |
| 1948      | ф   | Ответный удар                          | Fighting Back                  | сержант полиции Скаддер                     |
| 1948      | ф   | Неукротимая порода                     | The Untamed Breed              | Хой Киган                                   |
| 1948      | ф   | Через полчаса после полуночи           | Half Past Midnight             | детектив, лейтенант Джо Нэш                 |
| 1949      | ф   | Везучий труп                           | The Lucky Stiff                | Тони                                        |
| 1949      | ф   | Туссон                                 | Tucson                         | Тод Брайант                                 |
| 1949      | ф   | Весёлый друг                           | The Gay Amigo                  | сержант Макналти                            |
| 1949      | ф   | Парень с дилижанса                     | Stagecoach Kid                 | Тэтчер                                      |
| 1949      | ф   | Казан                                  | Kazan                          | Сэндс Джепсон                               |
| 1949      | ф   | Помощник маршала                       | Deputy Marshal                 | Эли Крессетт/Колт Редвуд                    |
| 1950      | ф   | Коммивояжёрша                          | The Traveling Saleswoman       | Кактус Джек                                 |
| 1950      | ф   | Герой блонди                           | Blondie's Hero                 | сержант Гейтсон                             |
| 1950      | ф   | Операция Хейлифт                       | Operation Haylift              | Джордж Своллоу                              |
| 1950      | ф   | Последний звонок на Кактус-Крик        | Curtain Call at Cactus Creek   | Джейк                                       |
| 1950      | ф   | Летящая ракета                         | The Flying Missile             | интендант «Фасс» Пейн                       |
| 1951      | ф   | Гордость Мериленда                     | The Pride of Maryland          | Накклз                                      |
| 1951      | ф   | Путь вокруг горы                       | Comin' Round the Mountain      | Калем Маккой                                |
| 1951      | ф   | Как ты был                             | As You Were                    | сержант Эймс                                |
| 1952      | ф   | Индейское восстание                    | Indian Uprising                | старший сержант Финис Т. Коу                |
| 1952      | ф   | Красное небо Монтаны                   | Red Skies of Montana           | Р.А. Миллер                                 |
| 1952      | ф   | Мистер Воки-Токи                       | Mr. Walkie Talkie              | сержант Эймс                                |
| 1952      | ф   | Криминальная полоса в прессе США       | Deadline - U.S.A.              | Уайти Фрэнкс (в титрах не указан)           |
| 1952—1953 | с   | Отряд (2 эпизода)                      | Racket Squad                   | сержант-стрелок Макгёрн                     |
| 1953      | ф   | Оно пришло из далёкого космоса         | It Came from Outer Space       | Фрэнк Дейлон                                |
| 1954      | ф   | Таза, сын Кочиза                       | Taza, Son of Cochise           | сержант Хамма                               |
| 1954      | ф   | Охранник дилижансов                    | Riding Shotgun                 | Том Биггерт                                 |
| 1954      | ф   | Джонни Дарк                            | Johnny Dark                    | Карл Свенсон                                |
| 1954      | с   | Истории века                           | Stories of the Century         | Батч Кэссиди                                |
| 1954      | с   | Телевизионный театр от «Форд»          | The Ford Television Theatre    | Джои Аптаун                                 |
| 1954—1959 | с   | Приключения Рин Тин Тина (96 эпизодов) | The Adventures of Rin Tin Tin  | сержант Бифф О’Хара                         |
| 1956      | ф   | Семья Кеттл едет в Озарк               | The Kettles in the Ozarks      | Банкрофт Бейнс                              |
| 1956      | ф   | Убийство                               | The Killing                    | Майк О’Рейлли                               |
| 1959      | с   | Шугарфут                               | Sugarfoot                      | Сэм Браун                                   |
| 1959      | с   | Маверик                                | Maverick                       | сержант Шумахер                             |
| 1959      | с   | Питер Ганн                             | Peter Gunn                     | Сэм Грэнгер                                 |
| 1960      | тф  | Мейзи                                  | Maisie                         | старший сержант Блекнхорн                   |
| 1960      | с   | Харриган и сын                         | Harrigan and Son               | Мэтт Коллинз                                |
| 1960      | ф   | К северу от Аляски                     | North to Alaska                | комиссар по землеустройству                 |
| 1961      | с   | Бэт Мастерсон                          | Bat Masterson                  |                                             |
| 1961      | с   | Сажать в тюрьму                        | Lock Up                        | сержант Макэвой                             |
| 1961      | с   | Сёрфсайд 6                             | Surfside 6                     | Леон Хафф                                   |
| 1961      | с   | Болота                                 | Everglades                     | Марко Коллинз                               |
| 1962      | ф   | Как был завоёван Запад                 | How The West Was Won           | офицер речного корабля (в титрах не указан) |